# Flugplatz Ansbach-Petersdorf

i7
i11
i13
Der Flugplatz Ansbach-Petersdorf (ICAO-Code: EDQF) ist ein deutscher Sonderlandeplatz bei Petersdorf in Bayern.
Der Platz wird vom örtlichen Aeroclub genutzt. Auf dem Flugplatz starten und landen Motorflugzeuge, Segelflugzeuge und Ultraleichtflugzeuge.
Er liegt acht Kilometer nordöstlich der Stadt bei Kleinhabersdorf und Bruckberg.